# Altenkirchen (Westerwald)
Altenkirchen 
város Németországban, Rajna-vidék-Pfalz tartományban. Lakosainak száma 6603 fő (2023. december 31.).

## Történelem
Altenkirchen 1816-ban porosz járási székhely lett. 1946-ban a járas Rajna-vidék-Pfalzhoz került.

## A városrészek
- Bergenhausen
- Dieperzen
- Honneroth
- Leuzbach

## Népesség
A település népességének változása:
| Lakosok száma | 6162 | 6221 | 6313 | 6263 | 6255 | 6564 | 6603 |
|               | 2014 | 2015 | 2017 | 2019 | 2021 | 2022 | 2023 |

## Látnivalói
- A Privilegierte Apotheke (patika)
- A kastélytér
- A piactér
- A múzeum a piacutcában
- A Bismarck-torony

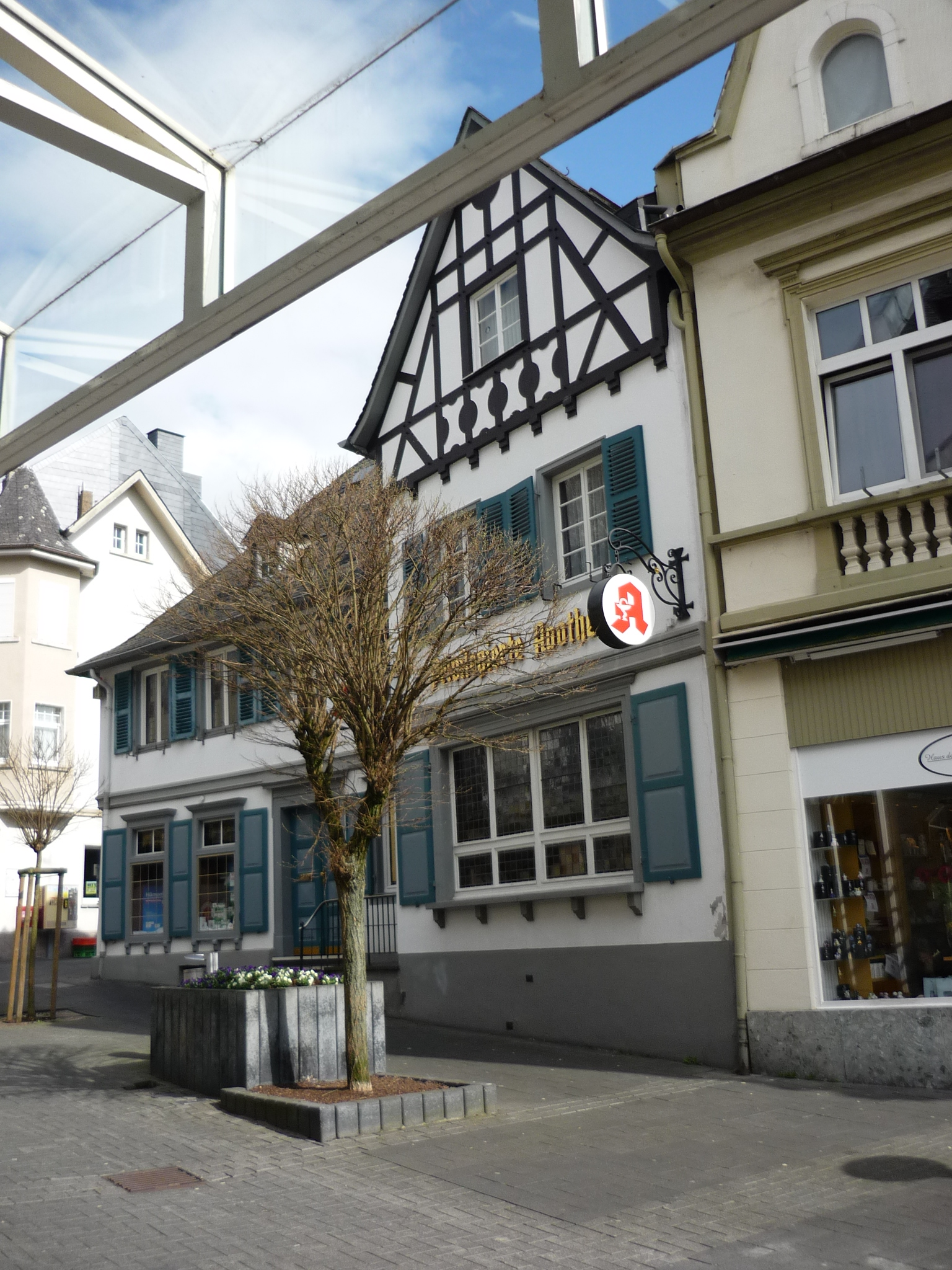
A patika
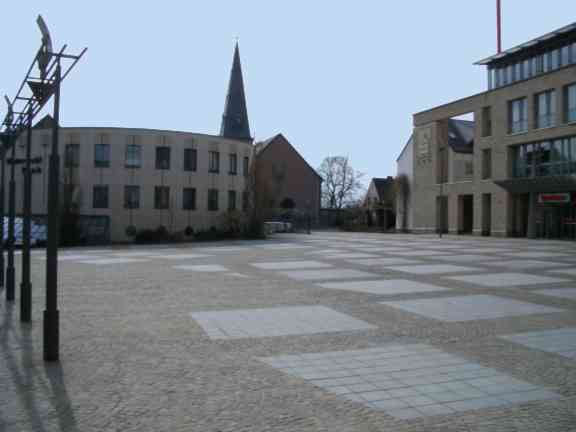
A kastélytér
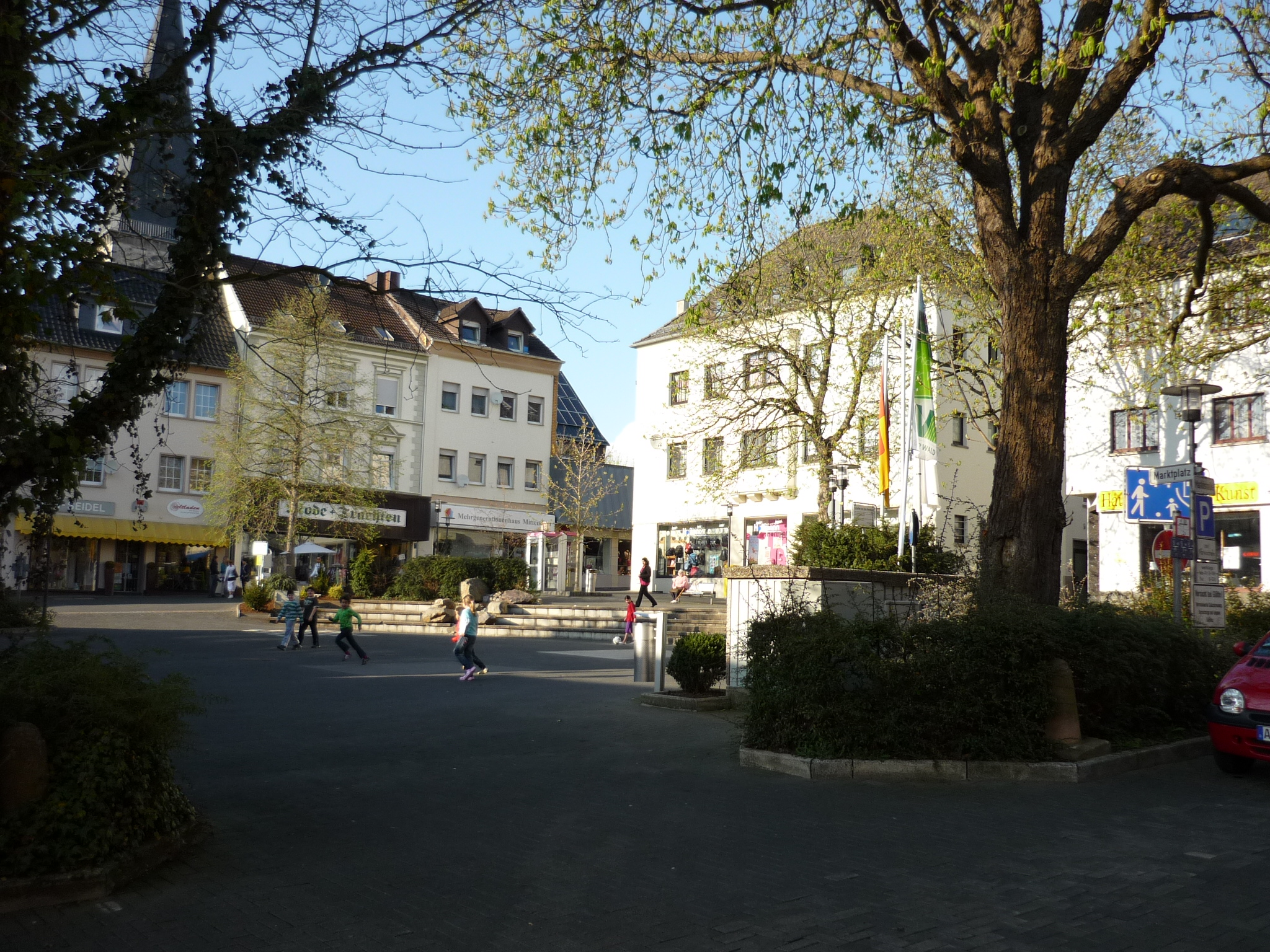
A piactér
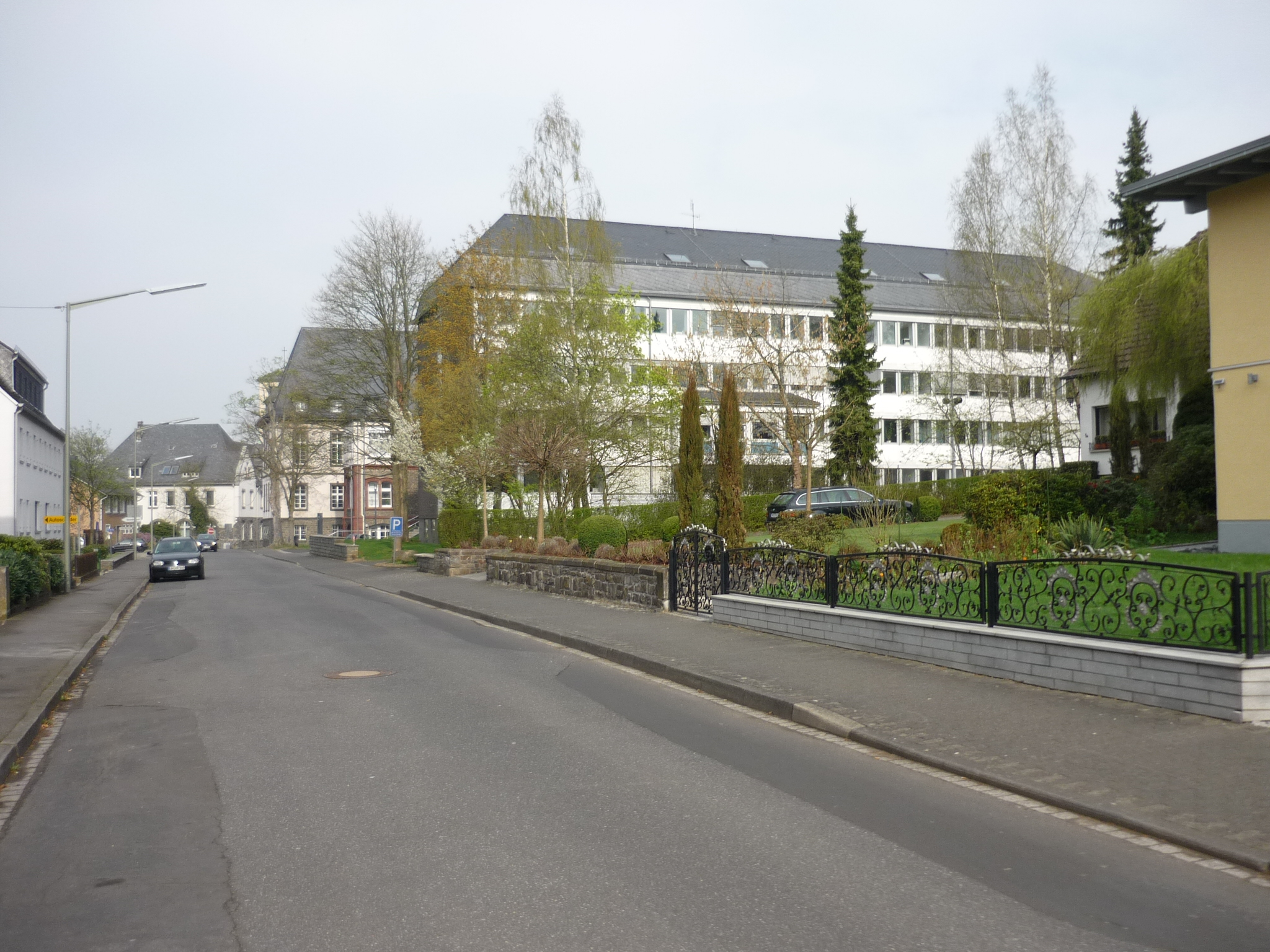
A járasi székhely
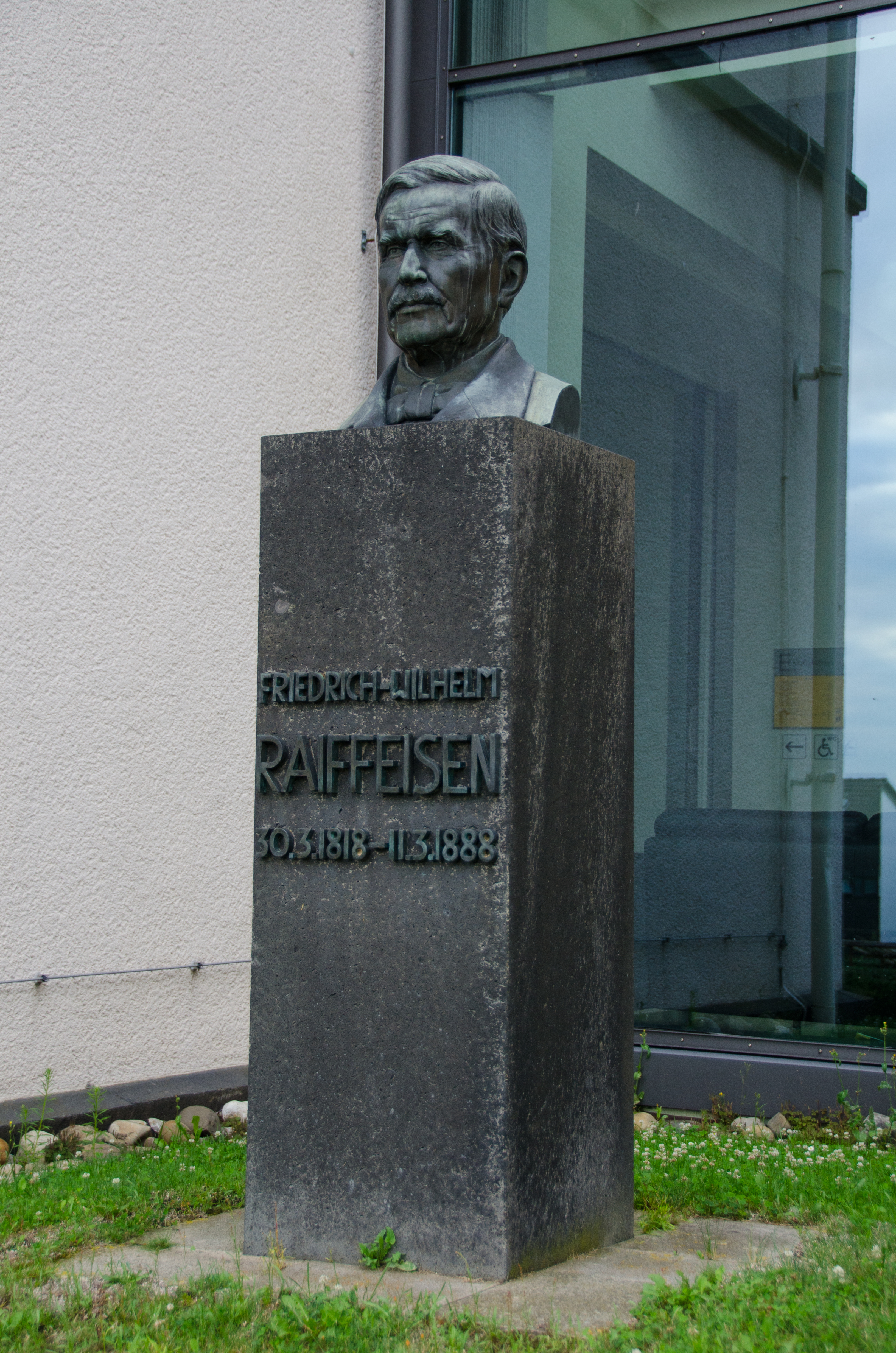
Raiffeisen
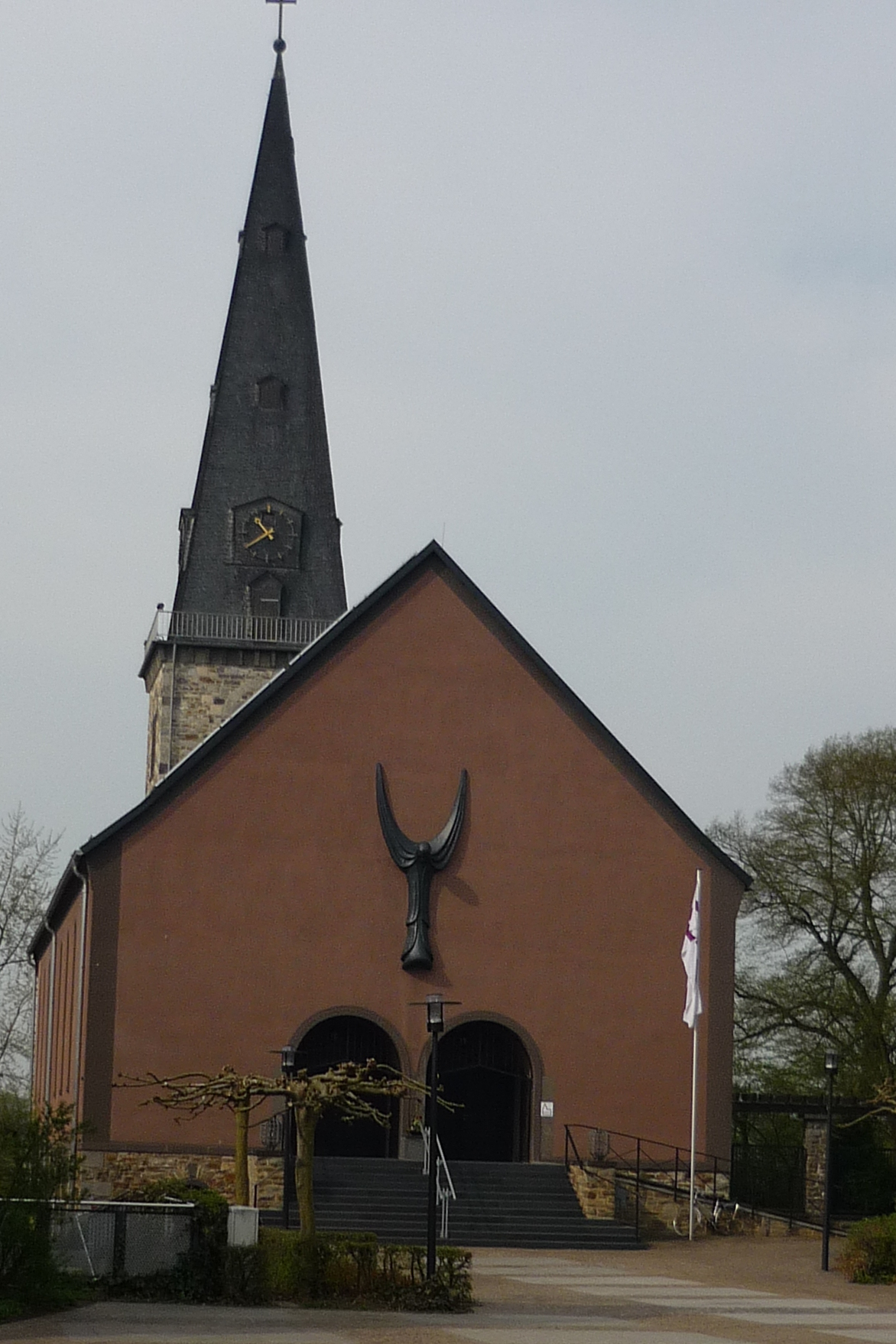
Az evangélikus templom
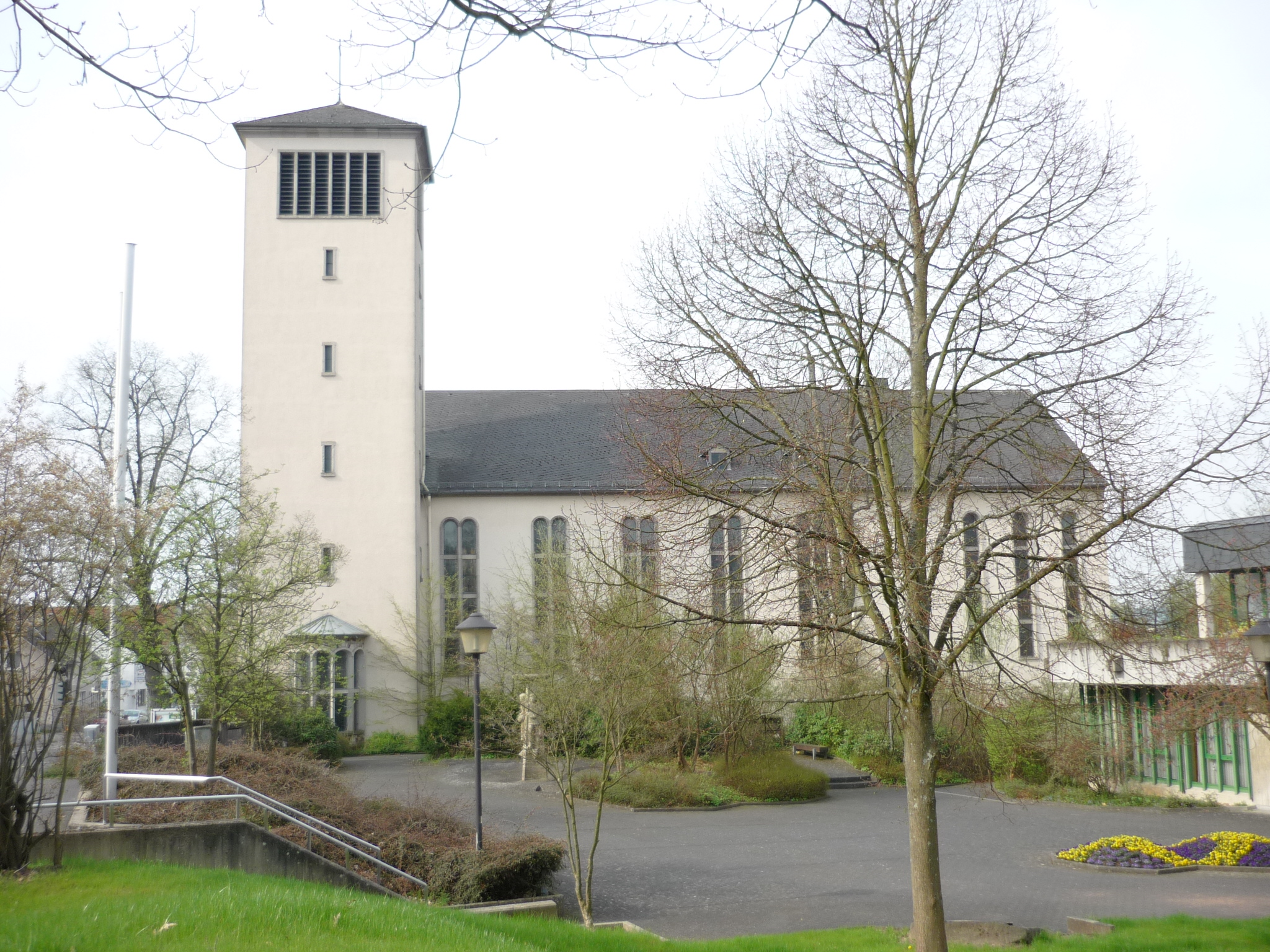
A katolikus templom
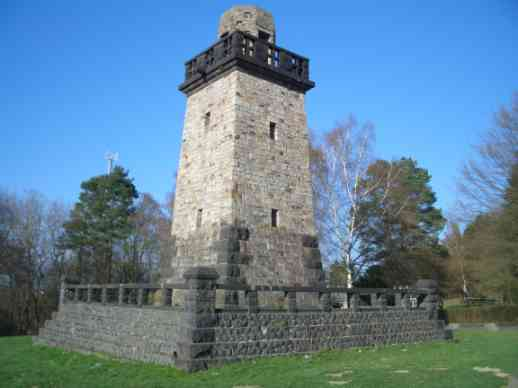
A Bismarck-torony